# 卡尔莱特
卡尔莱特，是西班牙巴伦西亚自治区巴伦西亚省的一个市镇。总面积46平方公里，总人口14213人（2001年），人口密度309人/平方公里。